# St. Peter und Paul (Dürbheim)

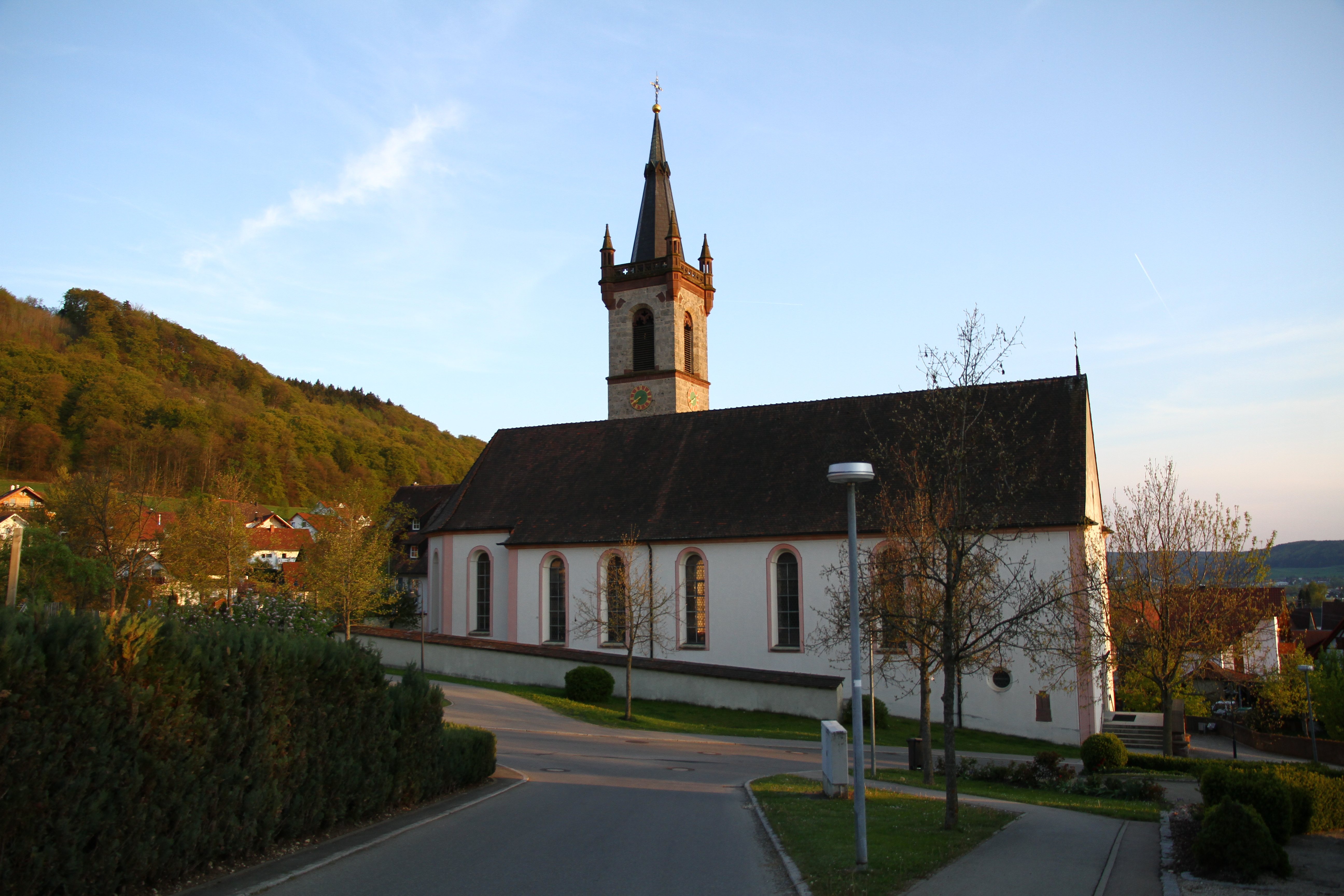
St. Peter und Paul in Dürbheim

Die römisch-katholische Pfarrkirche St. Peter und Paul steht in Dürbheim, einer Gemeinde im Landkreis Tuttlingen in Baden-Württemberg. Die Pfarrei gehört zum Dekanat Tuttlingen-Spaichingen in der Diözese Rottenburg-Stuttgart. Die Kirche ist als Denkmal beim Landesamt für Denkmalpflege Baden-Württemberg eingetragen.

## Beschreibung und Ausstattung
Bis auf den gotischen Chor und den romanischen Kirchturm wurde der Vorgängerbau abgerissen und 1763 als Saalkirche im Stil des Rokoko neu ausgeführt. Die oberen Geschosse des Kirchturms, der an der Südseite des Langhauses in der Ecke zum Chor steht, wurden 1862/63 neugotisch umgebaut. Darauf sitzt ein spitzer Helm, der von Scharwachttürmen an den Ecken flankiert wird. Das Langhaus wurde 1935 nach Westen verlängert.
Von der barocken Kirchenausstattung blieb die Kanzel mit der Darstellung der vier Kirchenväter (um 1700) erhalten. Auf dem Altarretabel des Hochaltars ist die Heilige Familie dargestellt. Die Deckenfresken von 1898 stammen von Ignaz Locher aus München.